# STS-51-F
STS-51-F (englisch Space Transportation System) ist eine Missionsbezeichnung für das US-amerikanische Space Shuttle Challenger (OV-99) der NASA. Der Start erfolgte am 29. Juli 1985. Es war die 19. Space-Shuttle-Mission und der achte Flug der Raumfähre Challenger.

## Mannschaft

### Hauptmannschaft
- Gordon Fullerton (2. Raumflug), Kommandant
- Roy Bridges (1. Raumflug), Pilot
- Story Musgrave (2. Raumflug), Missionsspezialist
- Anthony England (1. Raumflug), Missionsspezialist
- Karl Henize (1. Raumflug), Missionsspezialist
- Loren Acton (1. Raumflug), Nutzlastspezialist, Space Sciences Laboratory
- John-David Bartoe (1. Raumflug), Nutzlastspezialist, Naval Research Laboratory

### Ersatz
- Dianne Prinz und George Simon für Acton und Bartoe

## Missionsüberblick

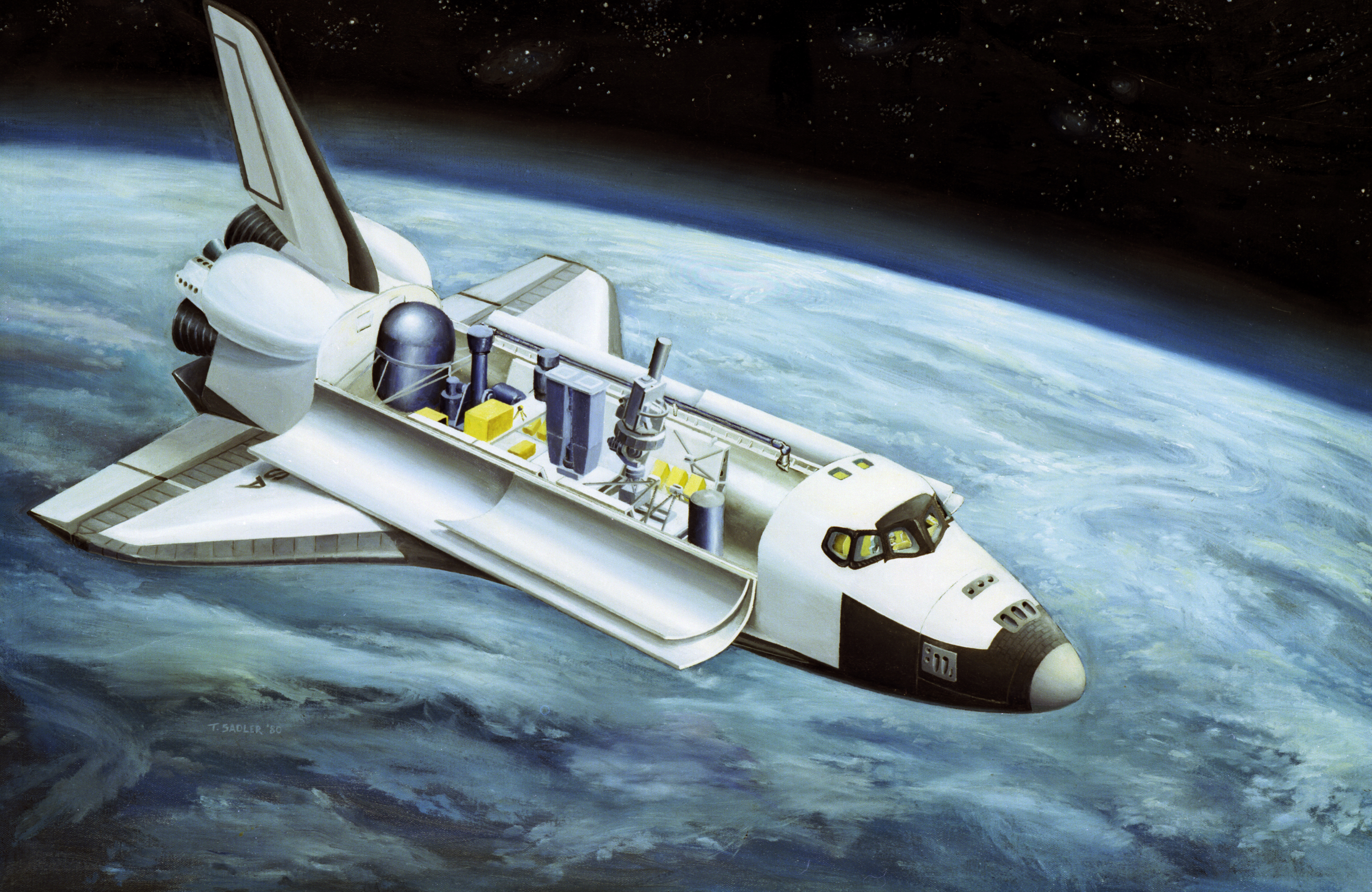
Spacelab 2 in der Ladebucht

Der erste Startversuch am 12. Juli 1985 wurde drei Sekunden vor dem Abheben abgebrochen, weil das Kühlmittelventil der Hauptbrennkammer des linken Space-Shuttle-Triebwerks (Triebwerk Nr. 2) nicht wie vorgesehen funktionierte. Die bereits arbeitenden Triebwerke wurden wieder abgeschaltet.
Der Start am 29. Juli verzögerte sich wegen eines falschen Kommandos an einen Flugsteuerungscomputer um 97 Minuten. Nach einer Flugzeit von fünf Minuten und 43 Sekunden zeigten beide Temperatursensoren der Hochdruckpumpe am mittleren Triebwerk (Nr. 1) zu hohe Werte an, was zu einer automatischen Triebwerksabschaltung führte. Gut 8 Minuten nach dem Start stand wegen Problemen mit zwei weiteren Sensoren auch das rechte Triebwerk (Nr. 3) kurz vor der Abschaltung. Dies hätte den Abbruch der Mission in einem Zustand erzwungen, in dem weder eine Umkehr und reguläre Landung noch das Erreichen einer Erdumlaufbahn möglich gewesen wäre. Die Bodenkontrolle schloss aus anderen Messwerten, dass wahrscheinlich die Sensoren defekt waren, und wies die Crew umgehend an, die automatische Triebwerksabschaltung zu deaktivieren. Aufgrund des einfachen Triebwerkausfalls konnte die geplante Flughöhe nicht erreicht werden. Das Raumfahrzeug befand sich jedoch in einer stabilen Umlaufbahn. Dieser Vorfall war der einzige „Abort to orbit“ des Shuttle-Programms und das einzige Versagen eines Haupttriebwerks während des Flugs.
Die Missionsleitung erarbeitete in der Folge einen neuen Flugplan, welcher 17 zusätzliche Erdumkreisungen vorsah. Trotz der Schwierigkeiten beim Start konnten alle vorgesehenen Ziele erreicht werden. Es handelte sich um Experimente aus den verschiedensten Bereichen der Naturwissenschaft, welche mithilfe des mitgeführten Weltraumlabors Spacelab der Europäischen Weltraumorganisation (ESA) durchgeführt wurden. Anders als bei den beiden vorausgegangenen Spacelab-Missionen STS-9 und STS-51-B war diesmal allerdings kein Druckmodul an Bord, vielmehr waren die Experimente auf drei Paletten untergebracht.
Die Landung erfolgte planmäßig in Edwards AFB in Kalifornien. Die Challenger wurde fünf Tage später mit dem Shuttle Carrier Aircraft nach Cape Canaveral, Florida zurücktransportiert.

## Folgen der Sensorprobleme
Schon bei früheren Shuttle-Flügen waren Probleme mit den betreffenden Temperatursensoren aufgetreten. Nach der Mission STS-51-F beschloss die NASA, einen neuen Sensor zu entwickeln, der ab Mission STS-51-I zum Einsatz kommen sollte.